# Mikhail Mamleev
Mikhail Mamleev (in russo Михаил Мамлеев?; Leningrado, 4 settembre 1975) è un orientista russo naturalizzato italiano, specializzato nello skyrunning.
Ha iniziato la sua carriera sportiva nella natìa Russia, ma dal 2004 vive e gareggia a livello internazionale per l'Italia.

## Palmarès
Per la Russia:
- Campionati europei 2002 a Sümeg, Ungheria: medaglia d'oro nella media distanza[1].
- Campionati del Mondo 2004 a Västerås, Svezia: medaglia d'argento nella staffetta a squadre.

Per l'Italia:
- Campionati del Mondo 2006: 12° nella lunga distanza, 8° nella media distanza e 13° nella staffetta a squadre.
- Campionati del Mondo 2007: 8° nella lunga distanza, 8° nella sprint e 12° nella staffetta a squadre.
- Campionati del Mondo 2009: 3° nella lunga distanza .[2]

## Vita
Mikhail Mamleev nel 2004 si è sposato con Sabine Rottensteiner.